# 30e Infanteriedivisie (Wehrmacht)
De Duitse 30e Infanteriedivisie (Duits: 30. Infanterie-Division) was een Duitse infanteriedivisie tijdens de Tweede Wereldoorlog. De divisie werd opgericht op 1 oktober 1936 en werd gemobiliseerd op 26 augustus 1939 voor de Poolse Veldtocht. Op 8 mei 1945 gaf de divisie zich over aan de Sovjettroepen nabij Koerland.

## Commandanten[2][3]
- Generalleutnant Carl-Heinrich von Stülpnagel, 1 oktober 1936 – 4 februari 1938
- Generalmajor Kurt von Briesen, 4 februari 1938 – 1 juli 1939
- Generalleutnant Franz Böhme, 1 juli 1939 – 19 juli 1939
- General der Infanterie Kurt von Briesen, 19 juli 1939 – 25 november 1940
- Generalmajor Walter Buechs, november 1940 – 5 januari 1941
- General der Infanterie Kurt von Tippelskirch, 5 januari 1941 – 5 juni 1942
- Generalleutnant Thomas-Emil von Wickede, 5 juni 1942 – 29 oktober 1943
- Generalleutnant Paul Winter, september 1943
- Generalmajor Gerhard Henke, 29 oktober 1943 – 5 november 1943
- General der Infanterie Wilhelm Haase, 5 november 1943 – 15 maart 1944
- Generalleutnant Hans von Basse, 15 maart 1944 – 15 augustus 1944
- Generalmajor Otto Barth, 15 augustus 1944 - 30 januari 1945
- Generalleutnant Albert Henze, 30 januari 1945 - 8 mei 1945

## Organisatie[1]
De 30e Infanteriedivisie bestond uit de volgende onderdelen:
- Infanterie-Regiment 6 (Stab, II.-III.)
- Infanterie-Regiment 26 (Stab, I.-III.), (later Fuseliers)
- Infanterie-Regiment 46 (Stab, I.-III., Erg.)
- Artillerie-Regiment 30 (Stab, I.-III.)
- Aufklärungs-Abteilung 30 (fietsen)
- Panzerabwehr-Abteilung 30
- Pionier-Bataillon 30
- Infanterie-Divisions-Nachrichten-Abteilung 30
- Feld-Ersatz-Bataillon 30
- Infanterie-Divisions-Nachschubführer 30

## Gebieden van operaties[4][3]
- Polen (september 1939 - mei 1940)
- België, Nederland & Frankrijk (mei 1940 - juni 1941)
- Oostfront, noordelijke sector, zak van Koerland[3] (juni 1941 - mei 1945)

## Oorlogsmisdaad[4]
Op 9 september 1939 tijdens de Poolse Veldtocht werden in Swoboda een groot aantal burgers in een schuur gedwongen, die werd in brand gestoken. Degenen die probeerden te ontsnappen werden gedood. Deze gruweldaad vond plaats in het gebied dat werd gecontroleerd door de 30e Infanteriedivisie.

## Onderscheidingen
Dragers van het Ridderkruis van het IJzeren Kruis
- Kurt von Briesen, commandant van de divisie[5]
- Kurt von Tippelskirch, commandant van de divisie[6]